# Кристенсен, Кристиан (писатель)
Кристиан Эли Кристенсен (дат. Christian Eli Christensen; 12 января 1882 — 10 июня 1960) — датский профсоюзный деятель, революционный синдикалист и писатель.

## Биография
Он родился на острове Лолланн, но в возрасте 5 лет переехал с родителями в Копенгаген, где и вырос. Кристенсен вступил в Социал-демократическую лигу молодёжи в возрасте 18 лет, но вышел из неё в 1906 году. Два года спустя он вступил в недавно созданную Синдикалистскую лигу, а в 1910 году стал членом революционного профсоюзного движения — Ассоциации профсоюзной оппозиции. Он стал редактором журнала «Солидаритет» (Solidaritet), издававшегося его членами (1911—1921), однако его пребывание в должности было прервано тюремным заключением после Первой мировой войны (1918—1920). Его преследовали за призывы к свержению государственного строя, а также за ведущую роль в движении «Бури на бирже».
В 1921 году Кристенсен вступил в Коммунистическую партию Дании и стал редактором партийного органа Arbejderbladet (1921—1922). Однако руководство партии ему не нравилось. В 1923 году он переехал в Силькеборг, где познакомился с молодым Асгером Йорном, на которого произвёл неизгладимое впечатление. Его разрыв с Коммунистической партией произошел в 1936 году, когда он вышел из неё в знак протеста против сталинских репрессий, а именно первого Московского процесса. Позднее он пытался возродить революционно-синдикалистское движение, но ему это не удалось.

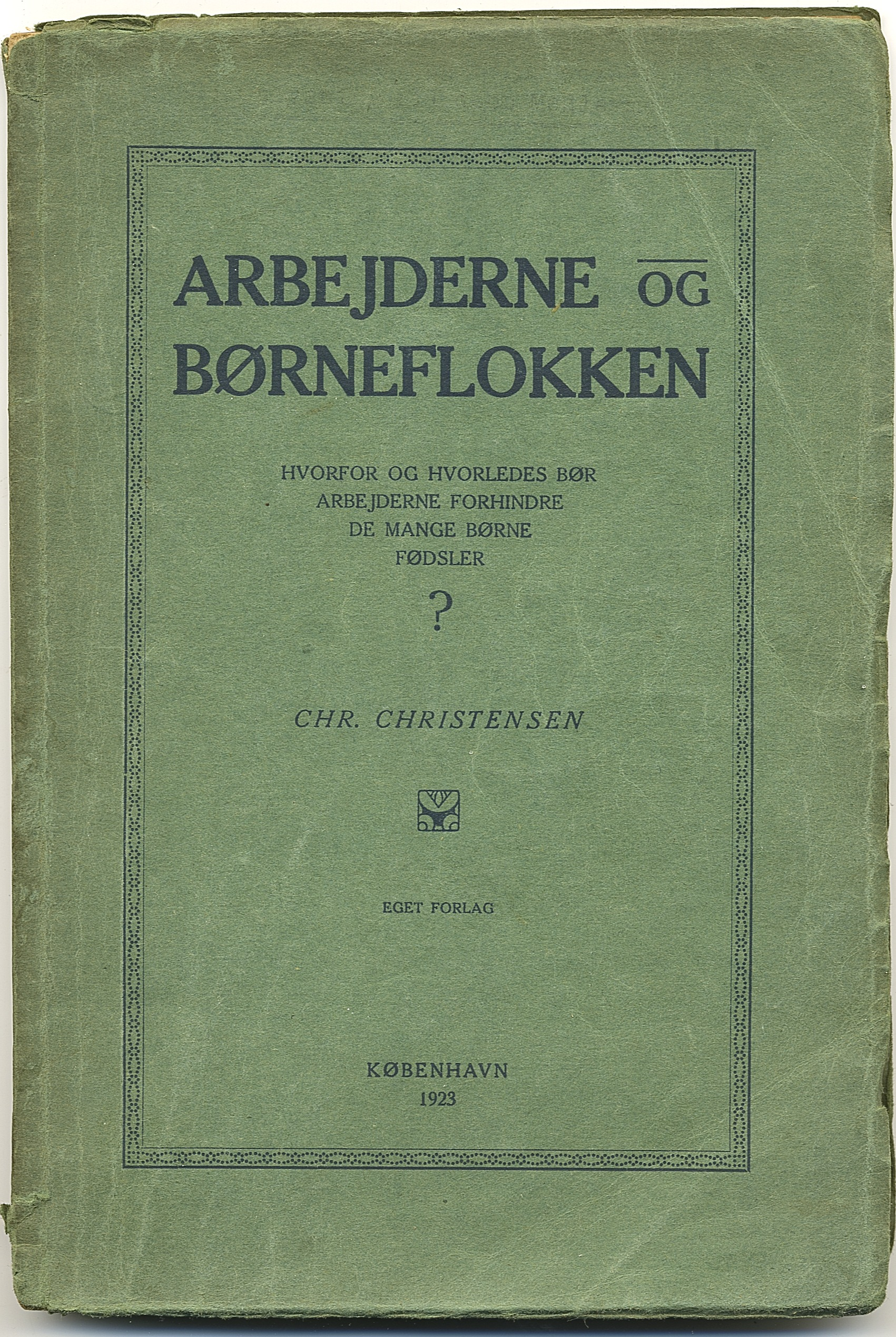
Книга Кристиана Кристенсена Arbejderne og Børneflokken (1910).

Его писательская деятельность началось в 1910 году с книги Arbejderne og børneflokken, представлявшую собой боевой призыв за сексуальному освобождению (включая использование контрацепции) и бывшую одной из первых публикаций на эту тему в Дании. Мемуары Кристиана Кристенсена были написаны незадолго до его смерти, их опубликовал и отредактировал его товарищ по синдикалистскому движению Хальфдан Расмуссен. В книгах описывается детство в квартале Ревеня, недалеко от нынешней улицы Ранцаусгаде в Нёрребро.
В 1960 году Асгер Йорн посвятил Кристиану Кристенсену «Критику экономической политики» из серии «Доклады, представленные Ситуационистскому Интернационалу».
Мемориальный камень Кристиану Кристенсену, установленный Асгером Йорном в «De små fisk» в Сейсе, был заложен в 1963 году. Он похоронен на кладбище Бловстрёд.